# Dave Heineman
Dave Heineman, właśc. David Eugene Heineman (ur. 12 maja 1948 w Falls City) – amerykański polityk, członek Partii Republikańskiej. Od 20 stycznia 2005 do 8 stycznia 2015 pełnił urząd gubernatora stanu Nebraska.
Jest absolwentem United States Military Academy. Po studiach przez pięć lat służył w US Army, którą opuścił w stopniu kapitana. W 1990 rozpoczął karierę polityczną, uzyskując wybór do rady miejskiej Fremont, gdzie zasiadał przez cztery lata. Następnie przez siedem lat pełnił urząd skarbnika stanu Nebraska. W 2001 został zastępcą gubernatora stanu. Kiedy w styczniu 2005 gubernator Mike Johanns zrezygnował z urzędu, aby objąć funkcję federalnego sekretarza rolnictwa w gabinecie prezydenta George’a W. Busha, Heineman automatycznie został gubernatorem na czas pozostały do końca kadencji. W 2006 – po ciężkiej walce prawyborczej w łonie Republikanów – otrzymał nominację swojej partii do ubiegania się o wybór na pełną kadencję. Wybory wygrał uzyskując 73,4% głosów.
W czasie swego dotychczasowego urzędowania gubernator dał się poznać jako zwolennik znacznej obniżki podatków stanowych oraz zaostrzenia prawa antyaborcyjnego. Po wprowadzonych zmianach, aborcja ze względu na ciężkie wady płodu jest dopuszczalna w Nebrasce tylko do 20. tygodnia ciąży.
Prywatnie Heineman jest żonaty i ma syna. Należy do jednego z kościołów metodystycznych. Jako gubernator korzysta z rezydencji w stolicy stanu Lincoln, natomiast jego prywatny dom znajduje się we Fremont.